# Musculus obturator internus

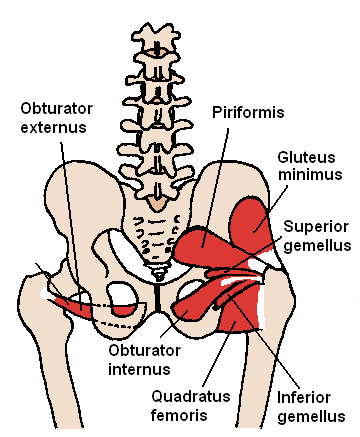
Vy bakifrån (posterior) av bäckenregionen med några av höftledens muskler markerade. (Samma muskler finns på båda höftlederna, men de finns bara medtagna på ena sidan för att ge en tydligare figur.)

Musculus obturator internus är en muskel i höften. Inom djuranatomin används även beteckningen musculus obturatorius internus för samma muskel, vilket är den äldre beteckningen även för människans muskel.
Muskelns funktion är att bidra till utåtrotation av lårbenet vid sträckning av höften, till abduktion av lårbenet vid böjning av höften, samt att stabilisera lårbenshuvudet i höftledsgropen.

## Detaljerad anatomi
Muskelns ursprung är membrana obturatorias pelviska aspekt och fästet är i mediala ytan av trochanter major på övre utsidan av lårbenet. Den innerveras av nervus musculi obturatorii interni (som går vidare till lumbarnerven L5 och sakralnerven S1). Pelvisytan som omfattas av ursprunget är stor men muskeln smalnar snabbt av till ett smalt muskelhuvud och sena efter att den lämnat pelvis genom foramen ischiadicum minus, omgiven av de två gemellusmusklerna, musculus gemellus superior och musculus gemellus inferior.